# Sandhurst, Kent
Sandhurst är en ort och civil parish i grevskapet Kent i sydöstra England. Orten ligger i distriktet Tunbridge Wells, nära gränsen till East Sussex. Tätorten (built-up area) hade 669 invånare vid folkräkningen år 2021.